# Међународна година волонтера
Генерална скупштина Уједињених нација прогласила је 2001. годину за Међународну годину волонтера. Иницијатива је имала за циљ повећање препознавања, олакшавања, умрежавања и промоције волонтирања, али и да истакне достигнућа милиона волонтера широм света који посвећују своје време служењу другима, и подстакне више људи широм света да се ангажују у волонтирању.

## Порекло и циљеви
Концепт године Уједињених нација за признавање волонтеризма први пут се појавио у оквиру система УН на форуму у Јапану 1996. године од стране агенције Волонтери Организације уједињених нација (УНВ) и Универзитета Уједињених нација. Предлог Владе Јапана из фебруара 1997. дат је преко генералног секретара УН да се стави на дневни ред Економског и социјалног савета у јулу 1997. године. Савет је у својој резолуцији 1977/44 од 22. јула 1997. године препоручио Генералној скупштини УН да усвоји резолуцију којом се 2001. проглашава Међународном годином волонтера. Генерална скупштина УН је на својој 52. седници 20. новембра 1997. године у Резолуцији 52/17, чији су коспонзори 123 земље, донела резолуцију Економског и социјалног савета, чиме је 2001. проглашена Међународном годином волонтера. Програм волонтера Уједињених нација, део Програма Уједињених нација за развој (УНДП), одређен је у резолуцији као међународна фокална тачка.
Циљеви међународне године волонтера су били:
- повећано признање волонтера и њиховог доприноса
- повећано олакшавање и подршка волонтеризму
- промовисање достигнућа волонтера
- „привлачење већег броја захтева за ангажовање волонтера, привлачење понуда за услуге од нових кандидата у циљу унапређења оперативних активности, и генерално стварање климе јавног и званичног мњења која још више подржава добровољну акцију“[4]

## Администрација
Шарон Капелинг-Алакиџа је била извршни координатор волонтера Уједињених нација током 2001. године. Као међународна фокална тачка, волонтери Уједињених нација, са седиштем у Бону, у Немачкој, преузели су  вођство у свим организацијама и промоцијама у вези са овом годином на међународном нивоу.
Интернет страница www.iyv2001.org, коју су покренули у децембру 1998. године, је пружала ресурсе организацијама Уједињених нација, невладиним организацијама и владама да на неки начин препознају ту годину. Ресурси које пружа сајт укључују:
- преглед слајд презентације
- слајд презентација о националним комитетима
- споредна презентација о планирању
- банери/графика за веб странице
- предлози о локалним активностима и партнерствима [6]

Лого организације је био креација и волонтерски допринос аргентинске дизајнерке Сандре Ројас, а обезбеђен је на шест званичних језика УН-а, као и композитни лого који комбинује свих шест у једном.

## Програми
Генерални секретар УН Кофи Анан отворио је годину УНВ у новембру 2000. године у Њујорку. Остали говорници на догађају били су Капелинг-Алакиџа; Филип VI од Шпаније (тада принц од Астурије; Нађа Команечи, освајач златне олимпијске медаље; представници влада Јапана, Уганде и Бразила; др Астрид Хајберг, тадашња председница Међународне федерације друштава Црвеног крста и Црвеног полумесеца; Анита Родик, затим извршни директор компаније Bodi šop, затим представници из УНМИК-а из Источног Тимора. Анан је такође именовао бившег председника Гане, Џерија Ролингса, за прву угледну личност организације, да помогне у подизању профила милиона волонтера који раде за мир и развој широм света. Међу осталим истакнутим личностима које су именоване за ову годину били су престолонаследник Филип, Родик и бивши извршни директор Популационог фонда Уједињених нација, др Нафис Садик.
На Светској волонтерској конференцији у Амстердаму, у част организације, Међународно удружење за волонтерски напор поново је издало ревидирану Универзалну декларацију о волонтирању, први пут издату 1990. године током Светске волонтерске конференције у Паризу. „Ова Декларација подржава право сваке жене, мушкарца и детета да се слободно удружују и да волонтирају без обзира на њихово културно и етничко порекло, веру, године, пол и физичко, социјално или економско стање."
Поједине земље су такође креирале своје националне веб странице организације, а разни догађаји су одржани широм света како би се промовисали њени циљеви, као што је званично представљање догађаја у Њујорку.
Америчка интернет страница празника, www.iyv2001us.org, покренута је септембра 2000.
Поштанска управа Уједињених нација је 29. марта 2001. издала сет од шест комеморативних марака и сувенир картице у част међународне године волонтера.
Бутанска пошта је 15. јуна издала четири марке  2001.
Краљевска ковница Аустралије исковала је новчић од 1 долара у знак сећања на ту прилику. Бројне волонтерске организације (нпр. Ватрогасне службе Јужне Аустралије, Хитне службе Новог Зеланда и Хитна помоћ Сент Андреје израдиле су и уручиле медаље у знак сећања на ову прилику својим волонтерима.
Чарлс, тада принц од Велса, представио је дизајн канадског оптицајног новчића од 10 центи у знак сећања на ову годину у априлу 2001. Новчић је ушао у оптицај касније те године. Произвела га је Краљевска канадска ковница и прилагођена је према фотографији коју је обезбедила организација March of Dimes.
Према саопштењу Волонтера УН у октобру 2001. године, законодавци у Француској, Немачкој, Шпанији и УК усвојили су про-волонтерске законе 2001. године, а нови закони су предложени у Аргентини, Колумбији, Еквадору, Мадагаскару, Мозамбику, Непалу, Сенегалу и Танзанији. Такође за ову годину, УНВ и Независни сектор објавили су „Мерење волонтирања: Практични алат“, водич за истраживање за мерење економског доприноса волонтирања. У саопштењу се наводи да је комплет алата прилагођен за употребу у Боцвани, Кини, Лаоској Народној Демократској Републици, Казахстану и Монголији, а да је истраживање о волонтирању почело у Камбоџи, Мадагаскару, Намибији, Шри Ланки и Танзанији.
На захтев УНВ-а, музичари из целог света су донирали и писали песме о волонтеризму, достављајући их УНВ-у ради могућег укључивања на веб страницу и на CD-у. Одабране песме су понуђене преко веб странице за бесплатно преузимање. УНВ је такође понудио CD са 27 песама на девет језика, са музичарима из 18 земаља, поводом обележавања Међународне године волонтаризма. На CD-у су били јамајчанска реге звезда Тони Ребел, који је донирао песму "Није све о новцу", и Португалац Пауло де Карваљо, који је донирао песму "Vai e faz" (Иди и уради). Већина песама је хвалила врлине волонтера, али последња песма, Дејва Гринфилда из Канаде, требало је да изазове политичку дебату и доведе у питање друштвена питања о волонтерима.
Комуникациона кампања Бенетона за јесен 2001. произведена у сарадњи са УНВ одала је почаст овој години. Уместо професионалних модела, у кампањи су представљене фотографије волонтера, попут истетовираног бившег члана уличне банде који је волонтирао у активностима против насиља, младог адвоката који волонтира да промовише и брани људска права, трансродне особе која се добровољно пријавила за дистрибуцију кондома међу проституткама и старију плесачицу степерку која је забављала станаре у домовима за старе. Кампања је промовисана широм Европе, Сједињених Држава, Јужне Америке и делова Азије, у новинама, часописима и на билбордима. Специјално издање Бенетоновог часописа Colors је објављено за кампању у новембру 2001.
Последњи догађај за ову годину УНВ-а, Међународни симпозијум о волонтирању, био је 18-21. новембра 2001. у Женеви, у Швајцарској. Догађају су присуствовали представници већине националних комитета који су организовали радионице на којима се разговарало о резултатима 2001.
Затим је папа Јован Павле II је 5. децембра 2001. године изјавио следеће: „Крајем године, када су Уједињене нације посвећене волонтерском раду, желим да изразим своју искрену захвалност за вашу сталну посвећеност, у сваком делу света, у сусретима са онима који живе у сиромаштву, било да радите појединачно или окупљени у посебним удружењима. Ви представљате за децу, старије, болесне, људе у тешкоћама, избеглице и прогоњене трачак наде који продире у таму самоће и подстиче их да превазиђу искушења насиља и егоизма“.
Генерална скупштина је обележила затварање ове празничне године 5. децембра 2001. усвајањем резолуције о препорукама за волонтерску акцију, похваливши стални допринос свих волонтера друштву, и охрабрујући све људе да се више ангажују у волонтерским активностима. Скупштина је такође одлучила да два пленарна састанка на својој педесет седмој седници 5. децембра 2002. буду посвећена исходу ове године и његовом наставку. Конкретне препоруке о начинима на које би владе и систем УН могли да подрже волонтирање садржане су у анексу резолуције.
Светске волонтерске активности заједнице невладиних организација са седиштем у Бечу представљене су у Бечком међународном центру 11. децембра 2001. поводом обележавања Међународне године волонтера 2001. и Међународног дана људских права, у заједничкој организацији Информативне службе Уједињених нација Беч и Конференције НВО у консултативном односу са УН.

## Европска година волонтирања
Европска година волонтирања покренута је 2011. године од стране Европске комисије како би прославила волонтерске напоре Европљана и изабрана да одговара 10. годишњици Међународне године волонтера. Првобитно је то била иницијатива Алијансе Међународне године волонтера 2011, неформалног окупљања волонтерских мрежа, као што су Каритас, Међународни комитет Црвеног крста, Европски омладински форум и Центар за европско волонтирање. Адреса веб сајта је била www.europa.eu/volunteering, а сајт је сада архивиран на веб страници Европске комисије.
За 2021. годину, десетогодишњицу Европске године волонтирања, Центар за европско волонтирање покренуо је кампању Плус10, најпре као рефлексију онога што је постигнуто у наслеђу Европске године волонтирања 2011, али и као одговор на позив на акцију који је дошао са Глобалног техничког састанка УН-а о волонтирању.

## Међународна година волонтера Плус 10
Године 2011, десет година након Међународне године волонтера, према Резолуцији Генералне скупштине 63/153 (2008) УНВ је признало и промовисало Међународну годину волонтера +10 Уједињених нација да обнови циљеве првобитне године и да подстакне допринос људи миру и Миленијумским развојним циљевима кроз волонтирање. Национални и међународни волонтери УН-а, као и онлајн волонтери, ангажовани су да подрже рад на програму +10, ојачају везе са заинтересованим странама и партнерима на националном нивоу и прате иницијативе развијене током године. Активности су промовисане путем веб странице УНВ-а www.worldvolunteerweb.org. Током прве половине 2011. организована је серија од пет регионалних консултативних састанака у Еквадору (28–20. март), Турској (18–19. април), на Филипинима (3–4. мај) и Сенегалу (30–31. за франкофону Африку и 6–7 јуна за англофону Африку). Ови догађаји су окупили стотине заинтересованих страна из цивилног друштва, приватног сектора, националних власти и академских заједница, теренских јединица УНВ-а и других субјеката Уједињених нација. Глобална конференција на тему „Волонтирање за одрживу будућност“ одржана је 15-17. септембра у Будимпешти у партнерству са Међународном федерацијом друштава Црвеног крста и Црвеног полумесеца и Међународним удружењем за волонтерски напор. Конференција је окупила земље чланице УН и организације које укључују волонтере, као и партнере из академске заједнице и приватног сектора.